# کولباکوو
کولباکوو (انگلیسی: Kulbakovo) یک شهرک در شهرستان کیگینسکی استان باشقیرستان کشور روسیه است.